# Grande Coalition de 1864

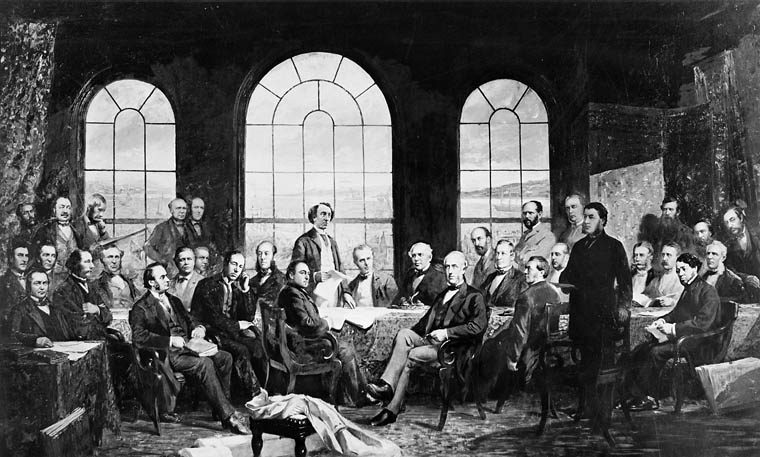
Les pères de la Confédération en conférence à Québec, en 1864.

La Grande Coalition de 1864 est une coalition de partis politiques de la province du Canada. Née en juin 1864, elle était formée de délégués du Parti conservateur et des Clear Grits. Dirigée principalement par George-Étienne Cartier et John A. MacDonald, son but était de mettre fin aux crises ministérielles du régime du Canada-Uni et de créer une union fédérale des colonies britanniques de l'Amérique du Nord,.
Les actions de la Grande Coalition ont mené à la Confédération de 1867,.

## Genèse
Sous l’Acte d’Union, l’administration de la province du Canada est caractérisée par l’instabilité ministérielle. Le gouvernement doit obtenir l’appui de la majorité des élus dans les deux sections. Or, la répartition des forces politiques est telle qu’un tel scénario est devenu inenvisageable. Du côté du Canada-Ouest, les deux principaux partis sont le Parti conservateur et le Parti libéral. Ces deux partis sont principalement anglophones et représentent donc des forces négligeables du côté du Canada-Est à majorité francophone. La principale force politique est le Parti bleu de George-Étienne Cartier, dévoué à la défense des intérêts des francophones et des catholiques, et le Parti rouge d’Antoine-Aimé Dorion, qui prône des idéaux républicains.
Aucun parti n’a d’espoir de former une majorité dans les deux sections. Des gains au Canada-Ouest se traduisent inévitablement par des pertes au Canada-Est, et inversement. Par exemple, la défense du principe de la représentation proportionnelle (ou « rep by pop ») permet au Parti conservateur de faire des gains au Canada-Ouest, dont la population est désormais plus nombreuse, mais lui fait perdre des sièges au Canada-Est, qui voit désormais la représentation proportionnelle avec appréhension. Même lorsqu’un parti parvient à former une majorité parlementaire, les députés indépendants d’esprit empêchent toute stabilité gouvernementale. Les intérêts régionaux priment sur les questions partisanes et il n’est pas rare qu’un député critique le gouvernement même s’il est formé par son propre parti.
Les 130 députés formant le 8e parlement de la province du Canada (1863-1867) sont particulièrement divisés au niveau des allégeances politiques. Les étiquettes sont nombreuses et changeantes : bleus, rouges, conservateurs, libéraux, libéraux-conservateurs, réformistes et indépendants. Ce sont des étiquettes politiques davantage que des affiliations partisanes. D’ailleurs, il est fréquent que des députés attendent le lendemain de l’élection pour afficher leurs couleurs en fonction du résultat et retournent leur veste au cours d’une même législature. Le Parti bleu de George-Étienne Cartier forme la majorité de la députation au Canada-Est, mais son soutien indéfectible aux intérêts de l’Église catholique l’empêche de trouver des alliés au sein du Canada-Ouest. Au Canada-Ouest, la majorité est détenue par le Parti réformiste de George Brown tout aussi incapable de trouver des alliés du côté est en raison de sa violente opposition au pape de Rome et son mépris des francophones. Conservateurs anglophones et bleus francophones semblent des alliés naturels contre les réformistes anglophones et rouges francophones, mais chaque faction a ses intérêts particuliers et rechigne à les sacrifier au nom de l’unité.
L’instabilité ministérielle amène à considérer l’idée d’une union des colonies britanniques en Amérique du Nord comme une solution à l’impasse. Le projet gagne en popularité depuis le milieu des années 1850. Une invasion américaine semble inévitable si les colonies restent divisées. À partir de 1861, le Canada se sent particulièrement menacé par la guerre civile américaine. Il semble désormais impossible de compter sur une paix durable avec les États-Unis, la Grande-Bretagne ayant pris le parti des États confédérés. L’union des colonies semble le meilleur projet de défense nationale.

## Tractations politiques

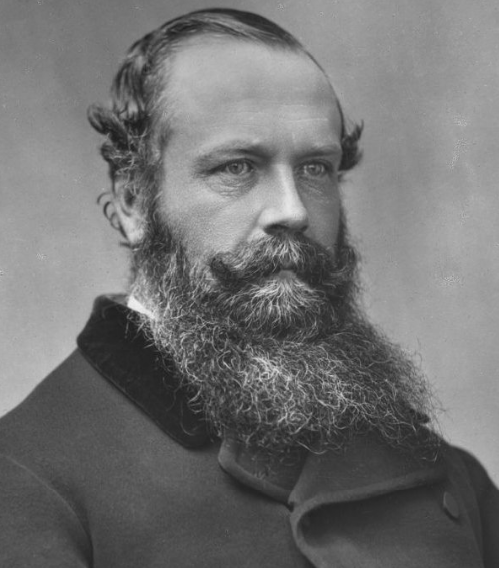
Charles Stanley Monck (1819-1894), dernier gouverneur de la province du Canada.

Le 21 mars 1864, le gouvernement de John Sandfield Macdonald (réformiste) et Antoine-Aimé Dorion (rouge) démissionne sans même attendre l’issue d’un vote de confiance. C’est le cinquième gouvernement à tomber en six ans. Le gouverneur Charles Monck appelle plusieurs candidats à former le nouveau gouvernement, mais les échecs se multiplient. Il se tourne vers le réformiste Adam Johnston Fergusson Blair, un ancien ministre du gouvernement Sandfield Macdonald, puis vers le conservateur Alexander Campbell. Les deux refusent en raison de l’impossibilité pour eux de rallier une majorité. En désespoir de cause, Monck appelle le Dr Étienne-Paschal Taché (bleu), qui s’associe à John A. Macdonald (conservateur) pour former un nouveau gouvernement de coalition le 30 mars 1864. Malgré la présence de deux réformistes modérés, Michael Hamilton Foley et Thomas D’Arcy McGee, et d’un semi-indépendant, Alexander Campbell, le nouveau gouvernement lutte à forces égales contre l’opposition. Le 14 juin 1864, le gouvernement tombe à nouveau, battu par une majorité de deux voix.
Taché et Macdonald parviennent à s’entendre pour gouverner malgré leurs visions politiques drastiquement opposées. Tous deux voient dans l’union des colonies britanniques un remède contre l’impasse dans laquelle le Canada s’enlise, mais ne s’entendent pas sur la forme que devrait prendre cette union. Macdonald voit dans un gouvernement central fort le meilleur moyen d’empêcher que le Canada soit déchiré par une guerre civile comme celle que viennent de connaître les États-Unis. Taché croit au contraire que le gouvernement central ne devrait s’occuper que de « questions d’une nature générale » tandis que les provinces devraient pouvoir gérer toutes leurs affaires locales.
Les conservateurs avaient l’habitude de l’entente entre les deux sections. Robert Baldwin et Louis-Hippolyte La Fontaine s’étaient entendus pour obtenir le gouvernement responsable. John A. Macdonald et George-Étienne Cartier avaient gouverné ensemble à la fin des années 1850 et au début des années 1860. En comparaison, les réformistes du Canada-Ouest et les rouges du Canada-Est sont incapables de franchir la frontière politique.
George Brown et les réformistes voient dans la nouvelle crise ministérielle l’occasion de poursuivre leurs objectifs politiques en réformant en profondeur le gouvernement du Canada. Brown défend lui aussi l’union des colonies britanniques. Une alliance avec les réformistes permettrait à la coalition Macdonald-Taché de former un gouvernement qui aurait enfin une chance de se maintenir au pouvoir. Les deux programmes, conservateur et réformiste, sont profondément incompatibles, mais il est convenu de mettre les programmes de côté jusqu’à ce que la fédération canadienne soit créée. George Brown annonce en Chambre le 17 juin 1864 qu’il accepte de soutenir le gouvernement. L’alliance est scellée par une poignée de main hautement symbolique de cet anti-catholique notoire échangée avec Joseph Dufresne, député bleu de Montcalm, et Jean-Charles Chapais, député bleu de Kamouraska. Brown tente d’abord de monnayer son appui en exigeant la fédération immédiate des Canada et de remettre à plus tard l’admission des provinces maritimes et des Territoires du Nord-Ouest, mais doit se résigner devant la forte opposition des autres partis.

## La Grande Coalition

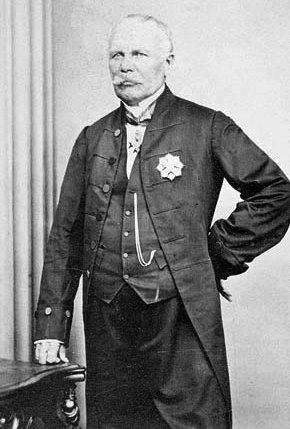
Étienne-Paschal Taché (1795-1865) est premier ministre du Canada-Uni de 1855 à 1857, puis de 1864 jusqu'à sa mort en 1865.

La Grande Coalition est officiellement formée le 22 juin 1864, lorsque Macdonald annonce la composition du nouveau gouvernement. Malgré son nom ambitieux, il ne s’agit en fait que d’une nouvelle version du gouvernement Taché-Macdonald tombé en juin 1864. Macdonald s’est entendu avec Brown pour que trois sièges soient accordés aux réformistes du côté du Canada-Ouest. Du côté du Canada-Est, les six ministres conservent leurs fonctions. Le 30 juin 1864, le Parlement est prorogé et les nouveaux ministres sont assermentés.
Parmi les six ministres au Canada-Est, on retrouve quatre francophones : George-Étienne Cartier, Hector-Louis Langevin, Jean-Charles Chapais et Étienne-Paschal Taché. Le cabinet est complété par l’Irlandais catholique montréalais Thomas D’Arcy McGee et l’Écossais protestant des Cantons de l’Est Alexander Galt. Les représentants du Parti rouge sont les grands absents.
Le maintien du gouvernement dépendrait de la capacité de la coalition à convaincre les autres provinces d’adhérer au projet de Confédération. Les représentants du Canada Est n’accepteraient pas une fédération à deux provinces dans laquelle ils seraient soumis à la majorité du Canada-Ouest. Le ministre George-Étienne Cartier est l’un des principaux opposants à la représentation proportionnelle et n’a accepté le projet de confédération qu’à condition que les gouvernements provinciaux aient les pouvoirs de protéger les institutions locales. De leur côté, les réformistes n’avaient accepté l’alliance que pour permettre la fédération.
La Confédération
Le gouverneur Monck demande aux gouvernements des provinces maritimes la permission pour une délégation canadienne de participer à la conférence de Charlottetown, du 1er au 9 septembre 1864. Cette rencontre des gouvernements des trois colonies maritimes (Nouvelle-Écosse, Nouveau-Brunswick et l’Île du Prince Édouard) vise à discuter du projet regroupement au sein d’une seule entité coloniale. Premier Canadien à prendre la parole à la conférence, George-Étienne Cartier tente de rassurer les représentants des provinces maritimes en exprimant son propre désir de voir les provinces conserver une autonomie importante. George Brown lance un ultimatum avec tact : la Grande Coalition se donne douze mois pour former une fédération et devra accomplir ce mandat avec ou sans les autres colonies. Si les Maritimes souhaitent faire partie du projet, c’est maintenant ou jamais. Finalement, Alexander Galt tente de convaincre les représentants des Maritimes que la dette du Canada est moins importante qu’ils le croient afin de réduire le fardeau financier que pourrait représenter l’union des colonies. Après s’être concertés, les délégués des Maritimes se disent favorables au projet d’union, qui devra faire l’objet de plus amples discussions lors d’une prochaine rencontre à Québec.
La Conférence de Québec rassemble plus de 200 personnes et dure du 10 au 27 octobre 1864. L’ensemble des douze ministres compose la « délégation » canadienne. Les divisions partisanes et idéologiques transparaissent au cours des négociations. John A. Macdonald défend le projet d’union législative où les pouvoirs seraient concentrés entre les mains du gouvernement fédéral, George Brown défend l’idée de gouvernements provinciaux forts tandis que William McDougall réclame une chambre haute élective. Les autres provinces représentées à la conférence n’ont pas le même problème, bénéficiant toutes d’un gouvernement d’un seul parti : conservateur à Terre-Neuve, à l’Île du Prince Édouard et en Nouvelle-Écosse, réformiste au Nouveau-Brunswick.
La Conférence de Québec adopte les « Résolutions de Québec », qui après avoir été approuvées par les législatures provinciales seront retravaillées à Londres en 1866 avant d’être présentées au Parlement britannique pour devenir l’Acte de l’Amérique du Nord britannique en 1867.
L’influence de George-Étienne Cartier se fait sentir dans les résolutions de Québec puisque les champs de compétence laissés aux provinces sont précisément ceux dans lesquels Cartier a implanté des réformes pendant son passage au gouvernement réformiste entre 1852 et 1854 : l’administration de la justice, les lois sur la propriété, le droit civil, l’organisation scolaire et municipale. La volonté de Cartier de préserver les particularités de la province de Québec se voyait réalisée dans le projet de confédération. Alexander Galt, ministre des Finances, est quant à lui le principal élaborateur de la politique financière du nouveau dominion : le gouvernement central détiendrait les principaux pouvoirs de taxation et compenserait en assumant la dette des provinces et en accordant des subventions directes. Thomas D’Arcy McGee, ministre de l’Agriculture et de l’Immigration, défend le pouvoir pour le gouvernement central de désavouer les lois provinciales afin de protéger les minorités. Il met en garde ses collègues et ses électeurs contre le « radicalisme démocratique » des États-Unis et affirme la nécessité d’offrir des garanties aux minorités nationales, linguistiques et religieuses.

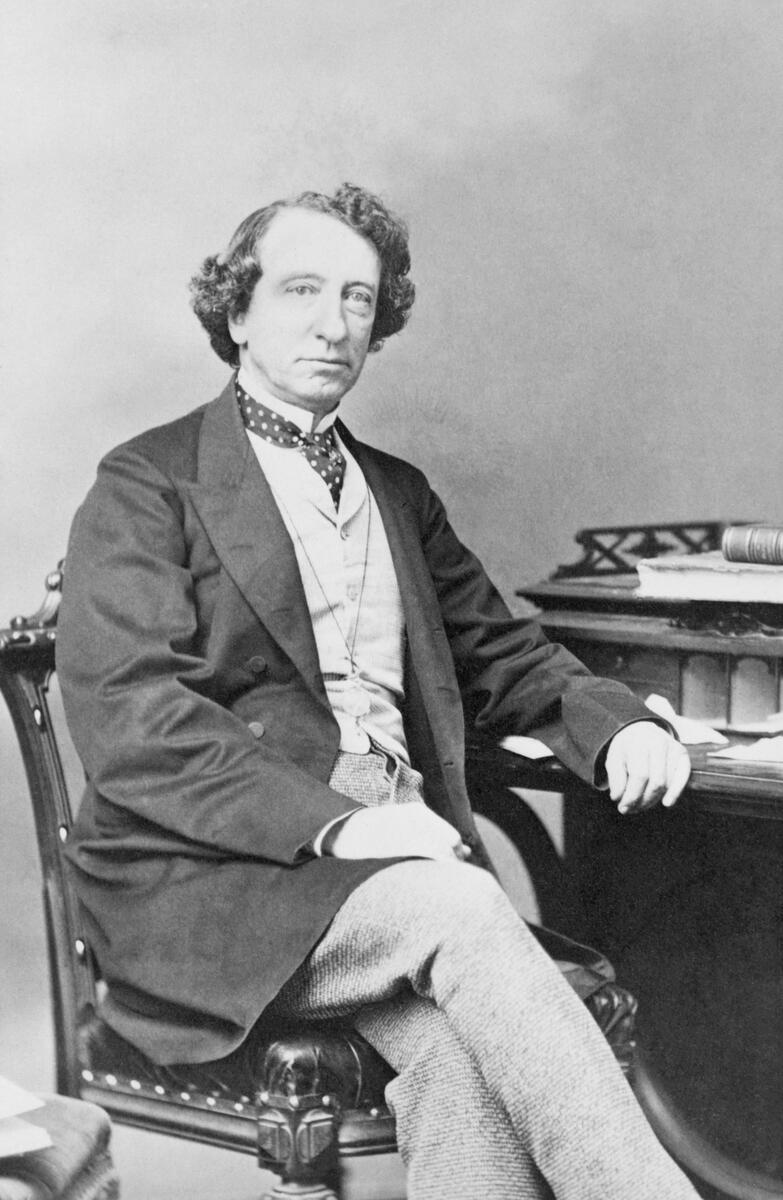
John A. Macdonald (1815-1891) est le 1er premier ministre du Canada (1867-1873; 1878-1891).

La troisième et dernière conférence se tient à Londres en 1866. Des quatre colonies maritimes, seuls la Nouvelle-Écosse et le Nouveau-Brunswick participent à celle-ci. Les travaux de la conférence durent du 4 au 24 décembre 1866. Cette fois, la délégation canadienne comprend seulement six des douze ministres : George-Étienne Cartier, Alexandre Tilloch Galt et Hector-Louis Langevin du Canada-Est; William Pearce Howland, John A. Macdonald et William McDougall du Canada-Ouest. L’harmonie qui régnait au sein du gouvernement canadien n’a pas résisté au passage du temps et certains délégués craignent que leurs collègues ne tentent de modifier le projet d’union à la dernière minute. La crainte est fondée puisque Macdonald continue à défendre son projet d’union législative, qui reçoit une oreille réceptive auprès du gouvernement britannique. Ce n’est apparemment que sous la menace de George-Étienne Cartier de demander au premier ministre Narcisse-Fortunat Belleau de dissoudre le gouvernement que Macdonald a accepté de conserver le projet d’union fédérale. Alexander Galt réussit quant à lui à faire amender le projet pour inclure une disposition protégeant les minorités religieuses et permettant à celles-ci de faire appel au gouvernement central pour garantir leurs droits. Le 27 février 1867, la reine Victoria reçoit quatre délégués des colonies, dont seuls Cartier et Galt de la délégation canadienne, ce qui crée du mécontentement chez les exclus. On comprend que les négociations doivent se terminer rapidement.
Le 4 mars 1867, l’Acte de l’Amérique du Nord britannique est adopté par la Chambre des Communes britannique. La nouvelle loi entre en vigueur le 1er juillet 1867. La Grande Coalition demeure au pouvoir jusqu’aux premières élections fédérales, tenues du 7 août au 20 septembre 1867. Le Parti conservateur fait élire 100 députés sur 180 et John A. Macdonald devient le premier premier ministre du Canada.

### Membres
| Canada Ouest | Canada Ouest                                    | Canada Ouest                               | Canada Est   | Canada Est                                    | Canada Est                                    |
| Conservateur | Procureur général (Ouest) Vice-premier ministre | John A. Macdonald (Kingston)               | Conservateur | Procureur général (Est)                       | George-Étienne Cartier (Montréal Est)         |
| Libéral      | Président du conseil exécutif                   | George Brown (Oxford South)                | Conservateur | Ministre des Finances                         | Alexander Tilloch Galt (Sherbrooke)           |
| Libéral      | Maître général des Postes                       | Oliver Mowat (Ontario South)               | Conservateur | Receveur général Premier ministre             | Étienne-Paschal Taché (Conseiller législatif) |
| Libéral      | Secrétaire provincial                           | William McDougall (Ontario North)          | Conservateur | Commissaire aux Travaux publics               | Jean-Charles Chapais (Kamouraska)             |
| Conservateur | Commissaire des Terres de la Couronne           | Alexander Campbell (Conseiller législatif) | Conservateur | Ministre de l’Agriculture et de l’Immigration | Thomas D’Arcy McGee (Montréal Ouest)          |
| Conservateur | Solliciteur général (Ouest)                     | James Cockburn (Northumberland West)       | Conservateur | Solliciteur général (Est)                     | Hector-Louis Langevin (Dorchester)            |

La composition du gouvernement est modifiée à quatre occasions :
- Oliver Mowat démissionne le 14 novembre 1864 pour être nommé vice-chancelier de la Cour de la chancellerie du Haut-Canada. Il est remplacé par le libéral William Pearce Howland de York West. Howland avait également fait partie du gouvernement Sandfield Macdonald-Dorion de 1863 à 1864.
- Étienne-Paschal Taché meurt le 30 juillet 1865. Il est remplacé par le conseiller législatif conservateur Narcisse-Fortunat Belleau comme premier ministre.
- George Brown démissionne le 19 décembre 1865 pour protester contre la politique douanière de la province du Canada, qui ne favorisait pas suffisamment les échanges avec les États-Unis selon lui. Il est remplacé par le conseiller législatif libéral Adam Johnston Fergusson Blair. Fergusson Blair avait également fait partie du gouvernement Sandfield Macdonald-Dorion de 1863 à 1864.
- Alexander Galt démissionne en août 1866 lorsque le gouvernement refuse d’accorder une aide financière à une banque en difficulté. Il est remplacé comme ministre des Finances par William Pearce Howland, qui est remplacé par Hector-Louis Langevin comme maître général des Postes. La fonction de Solliciteur général pour le Canada-Est ne semble pas avoir été remplie entre la démission de Langevin le 2 novembre 1866 et l’assermentation de George Irvine le 15 juillet 1867.

### Suites
Les quinze membres de la Grande Coalition font partie des Pères de la Confédération. À l’exception d’Étienne-Paschal Taché, mort en 1865, tous jouent un rôle politique important après la Confédération. Neuf d’entre eux font partie du premier gouvernement Macdonald. James Cockburn occupe la fonction de premier président de la Chambre des Communes. Narcisse-Fortunat Belleau est le premier lieutenant-gouverneur de la province de Québec. Oliver Mowat devient le deuxième premier ministre de l’Ontario (1872-1896) avant de rejoindre le gouvernement fédéral de Wilfrid Laurier (1896-1897).

### Liens connexes
- Pères de la Confédération
- Conférence de Québec (1864)
- Conférence de Charlottetown
- Histoire constitutionnelle du Canada